# 三立五虎將 金牌點唱秀
《三立五虎將 金牌點唱秀》，簡稱《金牌點唱秀》，是三立影視有限公司於1992年後期至1999年出租及販售的秀場錄影帶（錄影秀）之一，製作人是林崑海、張榮華，策劃是張榮華。本節目是台灣本土鄉土綜藝節目新革命，它的前身為《豬哥亮歌廳秀》。本節目是從錄影帶做到衛星電視；三立綜藝台開播後，節目改版為《黃金夜總會》。歐朋電視曾改名為《歐朋點唱秀》播出。

## 主持人
第一任 賀一航、白冰冰  《超級點唱秀》時代
第二任 余天、賀一航、澎恰恰、陽帆、李登才 後期加入陳美鳳（部分集數）
第三任 余天、賀一航、澎恰恰、小亮哥
第四任 賀一航、澎恰恰、小亮哥 、李登才
第五任  賀一航、孔鏘、陳盈潔、李茂山   《冠軍點唱秀》

## 單元簡介
- 點唱秀─本單元是節目的宗旨，過程當中是以一位歌星在台上，要接受台下的現場觀眾點唱，有時也會開放觀眾上台唱歌，以因為這樣與觀眾親近也造成在錄影帶市場搶租。

- 金牌劇場 ─與秀場的歌中劇相同。

- 金牌歌謠─本單元由歌星與主持群一集唱一個主題的歌，例如鄭進一與主持群唱歪歌。

## 類似節目
- 《王牌點唱秀》─余天、賀一航、澎恰恰、陽帆、小亮哥主持
- 《冠軍點唱秀》─賀一航、李茂山、陳盈潔主持

## 後續節目
三立頻道開播後至三立1台時期，都有重播《金牌點唱秀》。
- 五虎將片段（页面存档备份，存于）